# (3845) Неяченко
(3845) Неяченко (лат. Neyachenko) — типичный астероид главного пояса, открыт 22 сентября 1979 года советским астрономом Николаем Черных в Крымской астрофизической обсерватории и 12 сентября 1992 года назван в честь журналиста и астронома-любителя Ильи Неяченко.

## Обнаружение и именование
(3845) Неяченко
Открыт 22 сентября 1979 года в Научном Н. С. Черных.
Назван в честь журналиста и астронома-любителя из Ялты Ильи Исаковича Неяченко, известного своими исследованиями истории Симезской астрономической обсерватории и названиями открытых там малых планет.
Оригинальный текст (англ.)3845 Neyachenko
Discovered 1979-09-22 by Chernykh, N. at Nauchnyj.
Named in honor of Il'ya Isakovich Neyachenko, journalist and amateur astronomer from Yalta, known for his research on the history of the Simeis Astronomical Observatory and the names of minor planets discovered there.
Источники: DISCOVERY.DB; M.P.C. 20837.

## Орбита

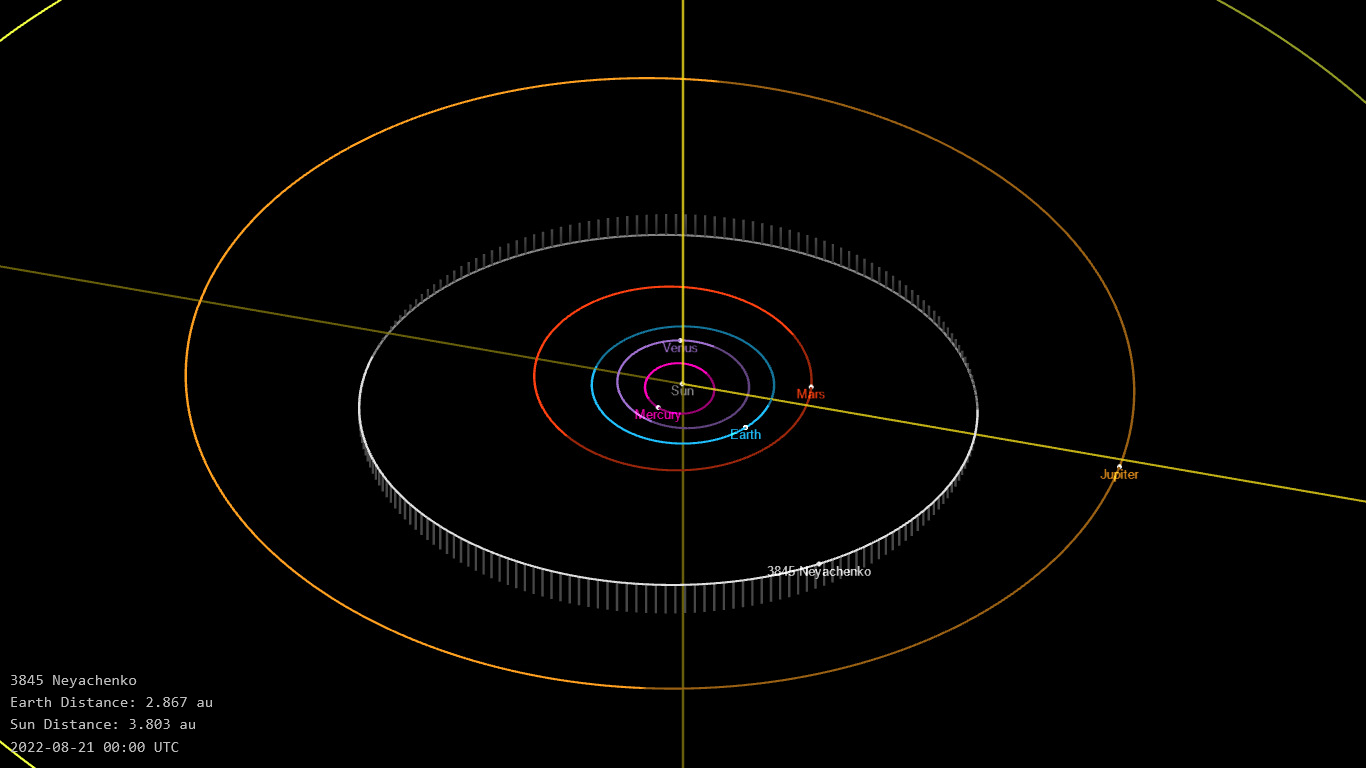
Орбита астероида Неяченко и его положение в Солнечной системе

## Физические характеристики
Из наблюдений системы телескопов панорамного обзора и быстрого реагирования Pan-STARRS следует, что астероид относится к таксономическому классу X.
По результатам наблюдений в видимом и ближнем инфракрасном диапазоне космического телескопа NEOWISE и наблюдений в инфракрасном диапазоне спутника Akari диаметр астероида оценивался равным 25,817±0,330 км и 24,91±1,54 км. Согласно тем же источникам альбедо оценивается как 0,0554±0,0078, 0,059±0,008 и 0,055±0,008.